# 叙祖瓦
叙祖瓦（法語：Suzoy，法語發音：[syzwa]）是法国瓦兹省的一个市镇，属于贡比涅区。

## 地理
叙祖瓦（49°34'47"N, 2°56'57"E）面积5.17 平方千米，位于法国上法蘭西大區瓦兹省，该省份为法国北部内陆省份，北起索姆省，西接厄尔省和滨海塞纳省，南至塞纳-马恩省和瓦兹河谷省，东临埃纳省。
与叙祖瓦接壤的市镇（或旧市镇、城区）包括：屈伊、埃夫里库尔、拉尼、拉尔布鲁瓦、波尔凯里库尔、沃谢勒、维尔。

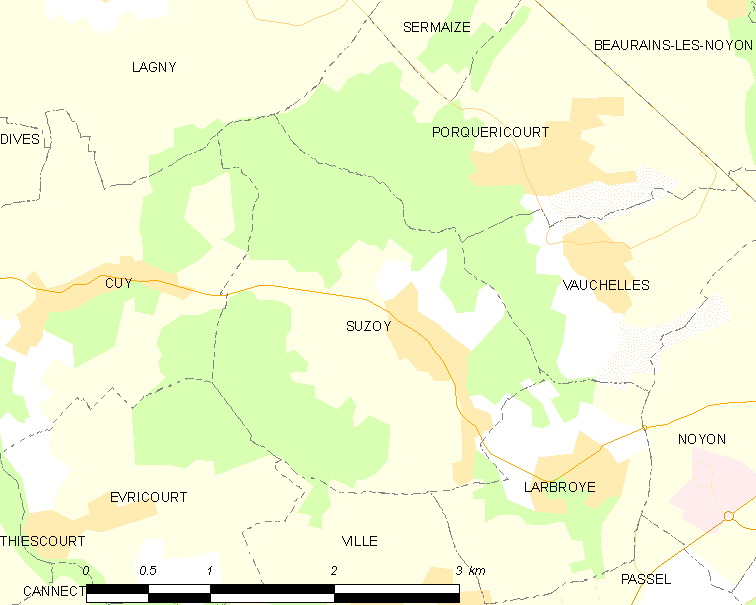
叙祖瓦的OSM定位图

叙祖瓦的时区为UTC+01:00、UTC+02:00（夏令时）。

## 行政
叙祖瓦的邮政编码为60400，INSEE市镇编码为60625。

## 政治
叙祖瓦所属的省级选区为努瓦永县。

## 人口

1962-2008年间叙祖瓦人口变化图示

叙祖瓦于2022年1月1日时的人口数量为537人。